# Throne of Weapons

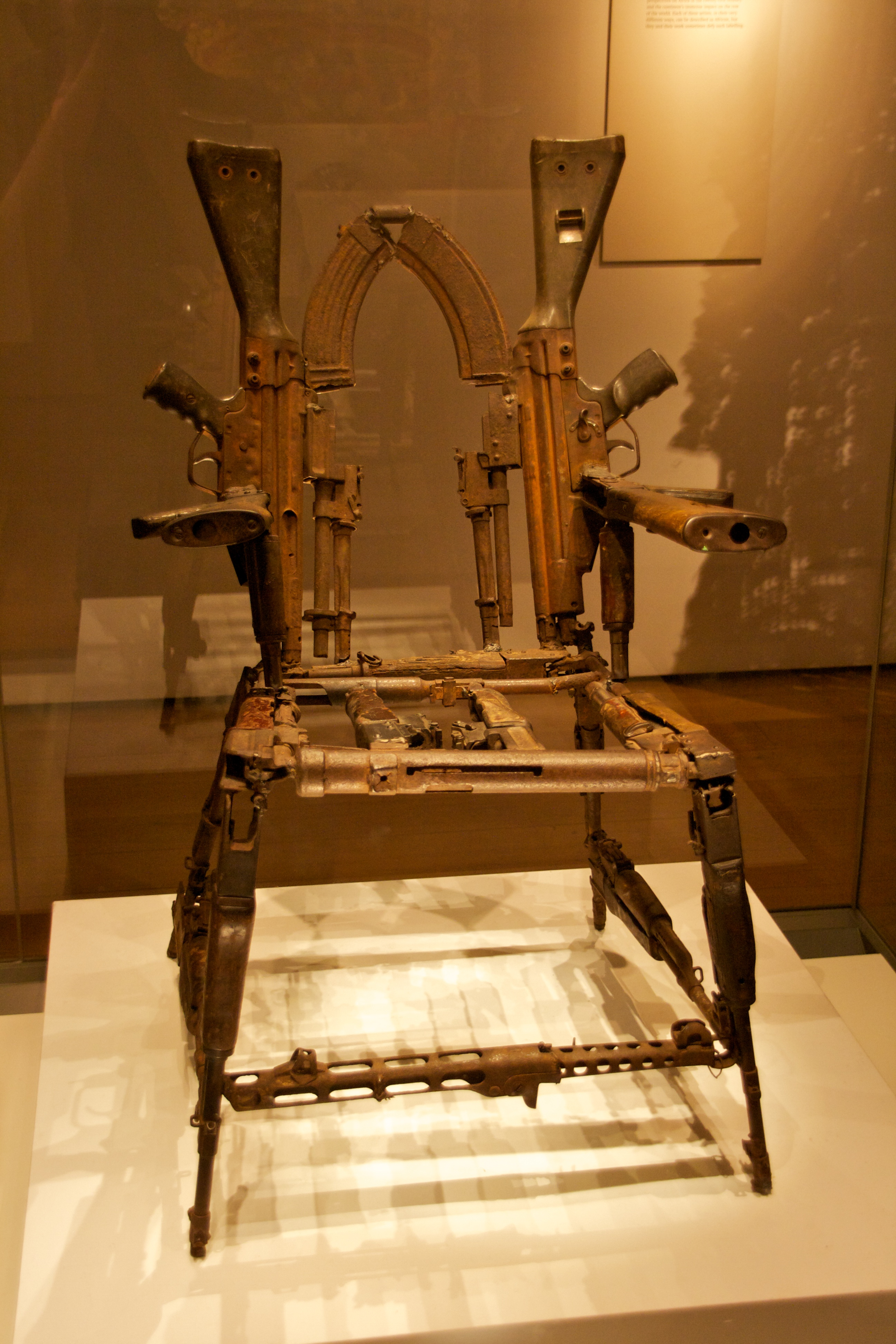
Throne of Weapons, Cristóvão Canhavato 2001, British Museum, London.

Der Throne of Weapons (engl. für „Waffenthron“) ist eine von Cristóvão Canhavato aus unbrauchbar gemachten Waffen erstellte Skulptur im British Museum. Der Thron war eines von 100 Ausstellungsstücken, die in der ab 2010 ausgestrahlten BBC-Radioserie A History of the World in 100 Objects vorgestellt wurden. Er wurde als das aussagekräftigste Objekt des Museums bezeichnet und schon in mehr Ausstellungsvarianten als jedes andere Artefakt des Museums gezeigt.

## Beschreibung
Der Künstler Cristóvão Estavão Canhavato wurde 1966 in Zavala in Südmosambik geboren und arbeitet heutzutage unter dem Künstlernamen Kester in einer Associação Núcleo de Arte genannten Künstler-Kooperative. Die Kooperative wurde durch Christian Aid und eine weitere christliche Initiative unterstützt, die von Bischof Dinis Sengulane als Teil der Organisation Transformacao de Armas em Enxadas (engl. Transforming Arms into Tools oder dt. Transformation von Waffen in Werkzeuge) geleitet wird.
Der Thron trägt eine Unterschrift des Künstlers sowie Nagespuren von Termiten, die bereits viele afrikanische Holzskulpturen zerstört haben. Kester wies darauf hin, dass er einige lächelnde Gesichter auf den Waffen angebracht hat, obwohl mehrere seiner Verwandten durch solche Waffen umgebracht wurden. Am oberen Ende des rechten Gewehrkolbens gibt es ein menschliches Gesicht, das der Künstler aber nur gefunden hat. Es besteht aus den Resten der Löcher und Spuren, die ein Trageband hinterlassen hat. Kester weist darauf hin, dass die Rückenlehne wie das Eingangsportal einer gotischen Kirche aussieht.
Die Organisation Transformation von Waffen in Werkzeuge hat die unbrauchbar gemachten Waffen an Kester und seine Gruppe geliefert, die damit mehrere ähnliche Skulpturen hergestellt haben. Die Waffen sind meist Kalaschnikow-AK-47-Sturmgewehre, die in Portugal, Osteuropa und Nordkorea hergestellt wurden. Die G3-Sturmgewehre der Sitzlehne wurden von Heckler & Koch in Deutschland konstruiert und in Portugal hergestellt. Sie sind in Westafrika weit verbreitet. Die russischen Kalaschnikows sind ein wichtiges Symbol, weil eine Kalaschnikow neben einer Hacke, einem Buch und einem Stern auf der Flagge Mosambiks dargestellt ist.
Vorne an der Skulptur gibt es ein nordkoreanisches AKM-Gewehr und eine einzelne PPSh-43-Maschinenpistole. Die Waffen der Sitzfläche wurden in Polen und der Tschechoslowakei hergestellt.
Die Waffen in Mosambik stammen aus einem Bürgerkrieg, der unter anderem von Südafrika und Rhodesien finanziert wurde und in den vor deren Apartheid-Regierungen geflohene Emigranten involviert waren. Eine Million Menschen kamen durch diesen Krieg zu Tode, und er endete erst, nachdem die Sowjetunion kollabiert war und die Finanzierung beendete. Kofi Annan sagte, als dieser Thron in einer Diskussion besprochen wurde: „Wir stellen keine Waffen her, wir haben manchmal nicht einmal das Geld, um sie zu beschaffen. Wie bekommen wir diese Waffen, um uns gegenseitig zu töten?“

## Herkunft
Der Thron wurde 2002 vom British Museum erworben. Die Skulptur wurde von Christian Aid als Teil einer Ausstellung Schwerter zu Pflugscharen. Transformation von Waffen in Kunst (engl. Swords into Ploughshares. Transforming Arms into Art) nach England gebracht. Im Jahr 2005 hat das Museum eine weitere Arbeit bei derselben Künstlergruppe in Maputo in Auftrag gegeben. Das dabei entstandene Kunstwerk heißt Tree of Life und wird seit 2005 in der Hauptgalerie des Museums ausgestellt.

## Bedeutung

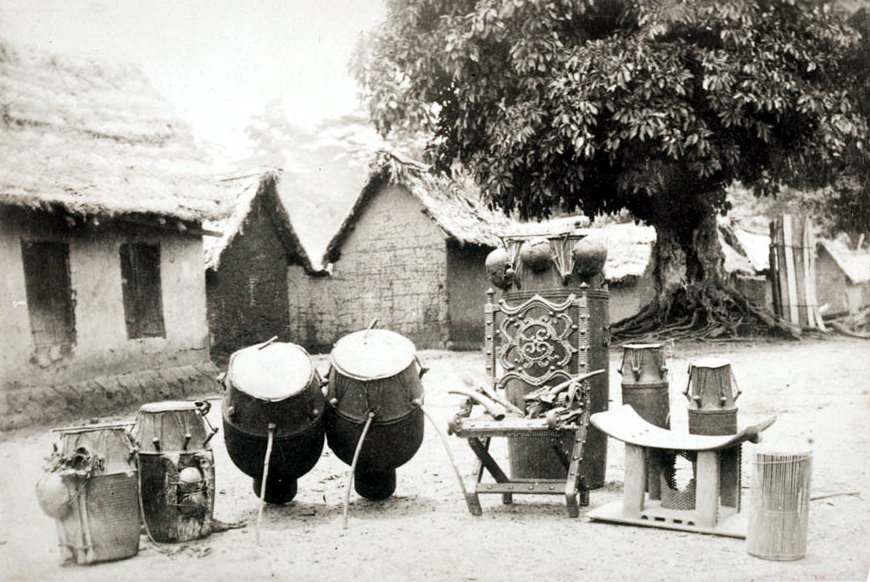
Der Thron von Begoro in Ghana in den 1880er Jahren

Die Associação Núcleo de Arte in Maputo ist eine in den 1930er Jahren gegründete Künstlergruppe, die in den 1950er Jahren den Maler Malangatana Ngwenya in Maputo gefördert hat. Sie unterstützt trotz des Regierungswechsels und des Bürgerkrieges auch heute noch verschiedene Künstler.
Die Symbolik, unbrauchbar gemachte Waffen auf der ganzen Welt in Kunstobjekte zu verwandeln, ist leicht verständlich. Aber in Afrika gibt es eine weitere Bedeutungsnuance, da Stühle dort allgemein als Symbol der Autorität gelten. Ein Häuptlingsstuhl aus den 1880er Jahren ist dafür ein gutes Beispiel.
Der Throne of Weapons wurde als Leihgabe des British Museums in vielen Schulen, Einkaufszentren, Museen, Kathedralen, öffentlichen Einrichtungen und Gefängnissen des Vereinigten Königreichs gezeigt. Er wurde sowohl in England, Schottland, Wales und Nordirland als auch international in Sonderausstellungen gezeigt. Er wurde als das aussagekräftigste Ausstellungsstück des Museums bezeichnet (engl. the Museum’s most “eloquent object”) und wurde vermutlich schon in mehr Ausstellungsvarianten gezeigt als jedes andere Objekt des Museums.
Die Skulptur wurde als eines von 100 Ausstellungsstücken in der ab 2010 ausgestrahlten BBC-Radioserie A History of the World in 100 Objects (Eine Geschichte der Welt in 100 Objekten) beschrieben, die in Zusammenarbeit mit dem British Museum entstand.